# Confine tra Polonia e Ucraina
Il confine tra la Polonia e l'Ucraina descrive la linea di demarcazione tra questi due Stati. Ha una lunghezza di 529 o 535 km (la discordanza è dovuta alle fonti).

## Storia
Un primo confine tra Polonia e Ucraina si formò, brevemente, come conseguenza della guerra polacco-ucraina del 1919. Il trattato di Varsavia del 1920 divise i territori contesi a favore della Polonia lungo il fiume Zbruč. L'anno seguente, tuttavia, l'Ucraina perse la sua indipendenza nei confronti dell'Unione Sovietica e i suoi territori rimanenti furono divisi tra la Polonia e la RSS Ucraina dopo la pace di Riga.
In seguito alla firma del patto Molotov-Ribbentrop e all'invasione della Polonia da parte dell'Unione Sovietica, numerosi territori della Polonia orientale furono annessi alla RSS Ucraina. Il nuovo confine ebbe vita breve, per via della campagna militare avviata dalla Germania nazista ai danni dell'Unione Sovietica durante la seconda guerra mondiale. Nel 1945, dopo la fine della guerra e l'istituzione della Repubblica Popolare di Polonia, si formarono nuove frontiere tra la RSS Ucraina e la Polonia: quest'ultima perse vasti territori a favore dell'Ucraina, tra cui la città di Leopoli.
Durante i negoziati sull'accordo del confine polacco-sovietico nell'agosto del 1945, la proposta della controparte polacca fu categoricamente respinta. Come conseguenza, i rappresentanti polacchi virarono su richieste più modeste, relative innanzitutto a rivendicare il nodo ferroviario sito a Chyriv (in polacco Chyrów), in cui convergevano due tratte molto importanti. Nel contempo, si richiedeva Rava-Rus'ka. Pure questa città, situata vicino alla linea Curzon, ospitava diverse linee ferroviarie (tre polacche e una posseduta dagli ucraini). Le richieste polacche furono entrambe respinte: il confine fu spostato però leggermente ad est, causando l'inclusione di Przemyśl, Korczowa e Horyniec-Zdrój (tuttora insediamenti biancorossi). I sovietici accettarono poi di lasciare in mano ai polacchi Medyka e il distretto di Bieszczady, grazie agli sforzi realizzati da Stanisław Leszczycki. Successivamente a questi negoziati, la Polonia era riuscita ad espandersi di circa 300 km quadrati, includendo le vette di Halicz e Tarnica.
Lo sfaldamento dell'Unione Sovietica in differenti Stati trasformò il confine tra Polonia e Unione Sovietica nelle linee di demarcazione oggi sussistenti tra Polonia e Russia, Polonia e Lituania, Polonia e Bielorussia e tra Polonia e Ucraina. Quest'ultimo fu confermato dai due Paesi il 18 maggio 1992. È il più lungo dei confini orientali polacchi. Il confine, difficilmente attraversabile nei decenni sovietici, andò incontrò ad un più semplice accesso. Quando fu aperto al traffico, il numero di persone che attraversava le frontiere iniziò a crescere costantemente dal 1990, raggiungendo le cifre maggiori intorno al 2000. Circa 3 milioni di ucraini hanno attraversato il confine ogni anno nell'ultimo decennio del XX secolo. Uno dei picchi statistici è stato registrato nel 2001, quando circa 12 milioni di persone hanno attraversavato il confine.
Con l'adesione della Polonia all'Unione europea nel 2004, la frontiera figura nell'elenco di quelle con Paesi estranei alla Comunità. È una delle quattro frontiere tra UE ed Ucraina (le altre sono Ungheria-Ucraina, Romania-Ucraina e Slovacchia-Ucraina). Trattandosi di un punto di accesso allo spazio Schengen, è stato introdotto l'obbligo del visto per i cittadini ucraini che entrano in Polonia dall'ottobre del 2003. Tra ottobre 2003 e settembre 2004, le autorità polacche non hanno assistito ad una diminuzione del numero di richieste per il passaggio da uno Stato all'altro. Un altro picco si è verificato nel 2006, quando si è toccata una quota molto vicina ai 20 milioni ai valichi di frontiera con l'UE. Nel 2008, la Polonia e l'Ucraina hanno concordato politiche sul traffico frontaliero locale (messe in atto dal 2009). Questo accordo ha introdotto permessi di traffico frontaliero locale che consentono ai titolari di attraversare il confine fino a 90 giorni per semestre. Il 2009 ha registrato circa 12 milioni di attraversamenti di frontiera tra Polonia e Ucraina.

## Caratteristiche

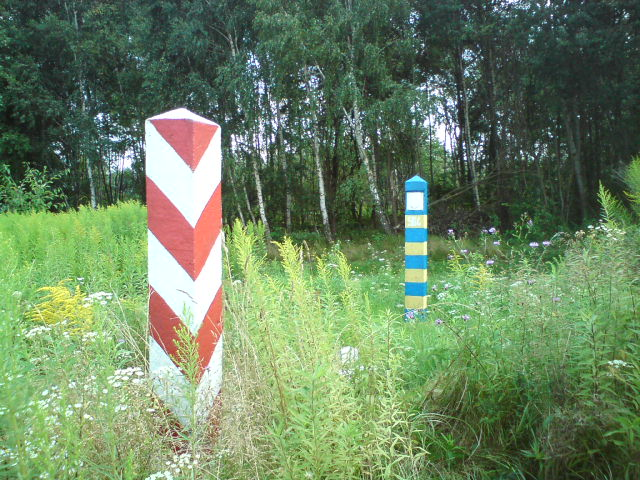
Segnali del confine

Il confine interessa la parte sud-est della Polonia e quella nord-ovest dell'Ucraina. Ha un andamento generale da nord verso sud.
Inizia alla triplice frontiera tra Bielorussia, Polonia ed Ucraina e termina alla triplice frontiera tra Polonia, Slovacchia ed Ucraina.
Parte del confine corre lungo il fiume Bug Occidentale.

## Voivodati ed Oblast' interessati

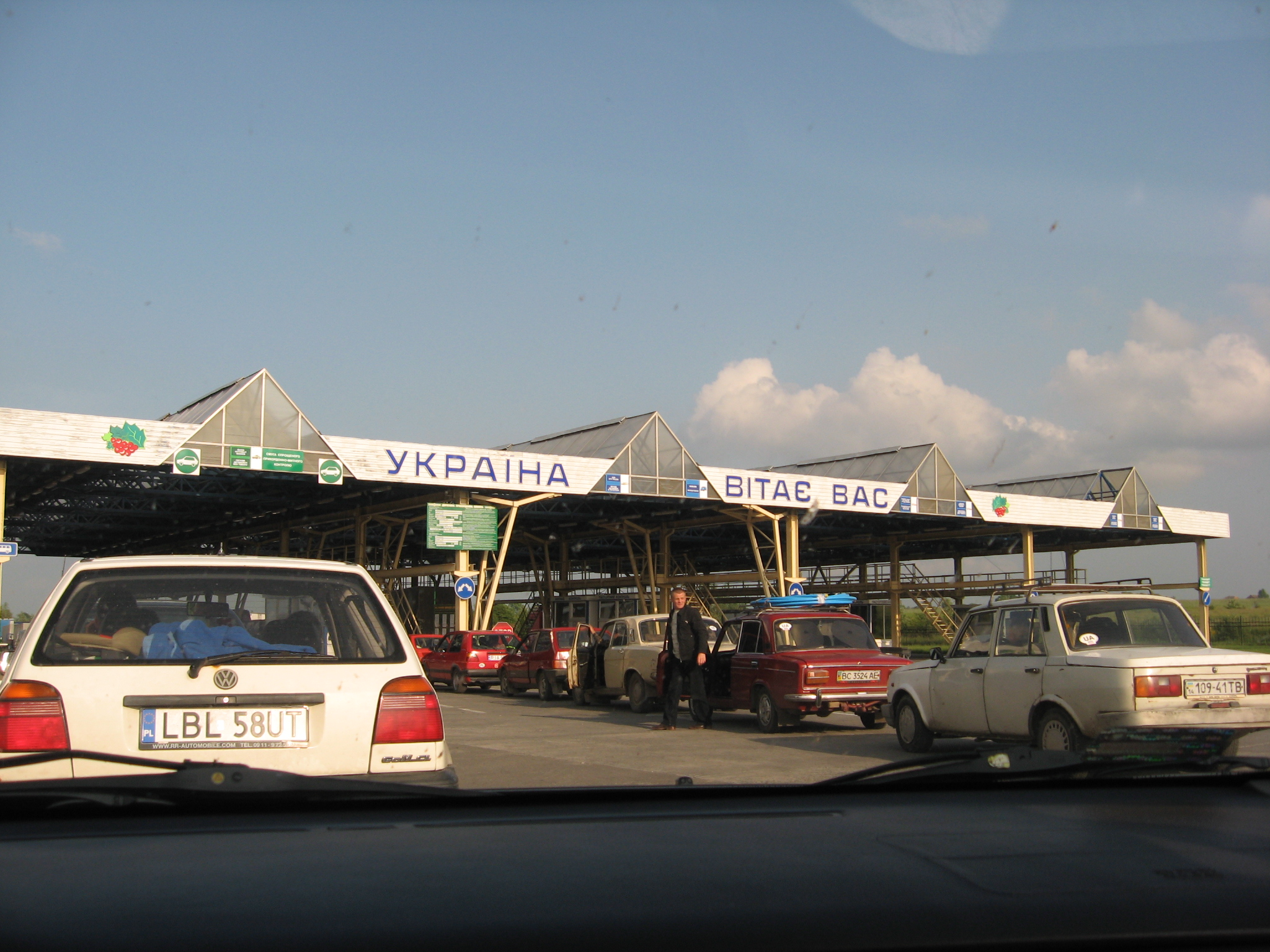
Frontiera tra Polonia e Ucraina presso Krakovec' nel 2008

In Polonia sono interessati al confine i seguenti Voivodati (da nord verso sud):
- Voivodato di Lublino
- Voivodato della Precarpazia

Nell'Ucraina si trovano lungo il confine le seguenti Oblast':
- Oblast' di Volinia
- Oblast' di Leopoli
- Oblast' della Transcarpazia